# سیارک ۳۳۷
سیارک ۳۳۷ (به انگلیسی: 337 Devosa، نامگذاری:1892E) سیصد و سی و هفتمین سیارک کشف شده‌است که در ۲۲ سپتامبر ۱۸۹۲ و در نیس کشف شد.
قدر مطلق سیارک برابر ۸٫۷۴ است.